# Joseph Cheong
Joseph Sanghyon „Joe“ Cheong (* 3. Juni 1986 in Seoul, Südkorea) ist ein professioneller US-amerikanischer Pokerspieler.
Cheong hat sich mit Poker bei Live-Turnieren mehr als 17 Millionen US-Dollar erspielt. Bei der World Series of Poker erreichte er 2010 den Finaltisch des Main Events und gewann 2019 ein Bracelet.

## Persönliches
Cheong kam im Alter von sechs Jahren mit seiner Familie von Südkorea in die Vereinigten Staaten und zog nach La Mirada im Bundesstaat Kalifornien. An der University of California in San Diego machte er zwei Bachelorabschlüsse, den Bachelor of Science in Psychologie und den Joint Bachelor of Arts in Mathematik und Wirtschaftswissenschaften. Cheong lebt in Las Vegas.

## Pokerkarriere

### Werdegang
Cheong spielt seit Anfang 2007 online unter den Nicknames subiime (PokerStars, Full Tilt Poker sowie Bodog), xenish (UltimateBet) und solohomer (Cake Poker). Seine Online-Turniergewinne auf PokerStars liegen bei über 2,5 Millionen US-Dollar, zudem erspielte er sich knapp 900.000 US-Dollar bei Full Tilt Poker.
Seine erste Geldplatzierung bei einem Live-Turnier erzielte Cheong Anfang des Jahres 2009 im Wynn Las Vegas. Im Juni 2010 war er erstmals bei der World Series of Poker (WSOP) im Rio All-Suite Hotel and Casino am Las Vegas Strip erfolgreich und erreichte bei zwei Turnieren der Variante No Limit Hold’em die Geldränge. Anschließend spielte er das 10.000 US-Dollar teure WSOP-Main-Event. Nachdem er am siebten Turniertag als Chipleader eine vieldiskutierte Hand gegen den Italiener Filippo Candio verloren hatte, ging Cheong mit dem drittgrößten Chipstack an den Finaltisch, der ab dem 6. November 2010 ausgespielt wurde. Dort konnte er seinen dritten Platz halten und gewann ein Preisgeld von mehr als 4 Millionen US-Dollar. Im Oktober 2011 platzierte sich Cheong erstmals beim Main Event der European Poker Tour (EPT) in den Geldrängen und erreichte in Sanremo den 31. Platz für 16.000 Euro. Bei der WSOP 2012 verpasste er nur knapp den Gewinn eines Bracelets und erreichte bei einem Event mit gemischten Pokervarianten den zweiten Platz für knapp 300.000 US-Dollar. Bei der im Oktober 2012 in Cannes stattfindenden World Series of Poker Europe belegte er im Main Event den vierten Platz für knapp 300.000 Euro Preisgeld. Mitte April 2013 wurde Cheong beim High Roller Rebuy der World Series of Poker Asia Pacific in Melbourne Zweiter und erhielt mehr als 500.000 Australische Dollar. Wenige Tage später gewann er das Manila Millions auf den Philippinen mit einer Siegprämie von umgerechnet rund 1,3 Millionen US-Dollar. Bei einem Super-High-Roller-Event der World Poker Tour im Hotel Bellagio am Las Vegas Strip landete Cheong im Mai 2013 auf dem zweiten Platz und kassierte dafür mehr als 600.000 US-Dollar. Anfang November 2014 wurde er beim Super High Roller der Asia Championship of Poker in Macau Fünfter für umgerechnet knapp 530.000 US-Dollar. Bei der WSOP 2015 belegte Cheong beim teuersten Event auf dem Turnierplan, dem High Roller for One Drop mit einem Buy-in von 111.111 US-Dollar, den 15. Platz und erhielt rund 250.000 US-Dollar. Ende August 2016 wurde er beim EPT High Roller in Barcelona Sechster für 233.300 Euro. Mitte August 2018 belegte Cheong bei der Seminole Hard Rock Poker Open Championship in Hollywood, Florida, den achten Platz und erhielt ein Preisgeld von mehr als 100.000 US-Dollar. Bei der WSOP 2019 setzte er sich bei einem Double-Stack-Event gegen 6213 andere Spieler durch und sicherte sich neben der Siegprämie von knapp 700.000 US-Dollar ein Bracelet. Das High Roller der Lucky Hearts Poker Open in Hollywood beendete er Ende Januar 2022 als Zweiter und erhielt aufgrund eines Deals mit Jonathan Jaffe eine Auszahlung von 540.000 US-Dollar.

### Preisgeldübersicht
| Jahr   | Preisgeld (in $) | Turniersiege |
| ------ | ---------------- | ------------ |
| 2009   | 8.883            | 1            |
| 2010   | 4.656.728        | 2            |
| 2011   | 136.572          | 0            |
| 2012   | 1.242.228        | 0            |
| 2013   | 2.727.981        | 2            |
| 2014   | 1.621.776        | 2            |
| 2015   | 661.060          | 0            |
| 2016   | 744.442          | 2            |
| 2017   | 256.451          | 0            |
| 2018   | 926.242          | 4            |
| 2019   | 1.563.861        | 3            |
| 2020   | 88.783           | 0            |
| 2021   | 696.973          | 0            |
| 2022   | 1.003.297        | 0            |
| 2023   | 911.375          | 1            |
| gesamt | 17.246.652       | 17           |